# Mercantile Building
Le Mercantile Building est un gratte-ciel construit en 1929 à New York. Il s'élève à 192 mètres pour 48 étages et abrite des bureaux.